# Chenillé-Changé
Chenillé-Changé est une ancienne commune française située dans le département de Maine-et-Loire, en région Pays de la Loire, devenue le 1er janvier 2016, une commune déléguée de la commune nouvelle de Chenillé-Champteussé.

## Géographie
Commune angevine de la partie orientale du Segréen, Chenillé-Changé se situe en rive gauche de la Mayenne (rivière), sur la route D 78, Marigné - Saint Martin du Bois, et à 27 km au nord-ouest d'Angers et 15 km au sud-est de Château-Gontier.
La rivière la Mayenne traverse son territoire.

## Toponymie et héraldique

### Héraldique
| Blason de Chenillé-Changé | Blason  | D'azur à la bande ondée d'argent, chargée en abîme d'un écusson de gueules à la croix pattée d'argent, accompagnée, en chef, d'une vierge d'or posée sur un rocher du même mouvant de la bande et du flanc senestre et, en pointe, d'une roue à aubes d'or. |
| Blason de Chenillé-Changé | Détails | Le statut officiel du blason reste à déterminer. |

## Histoire
Selon Célestin Port, Chenillé s'organisa à partir d'un domaine gallo-romain puis d'un prieuré-cure dépendant de Toussaint. Le seigneur était celui des Rues.
Pendant la Première Guerre mondiale, 12 habitants perdent la vie. Lors de la Seconde Guerre mondiale, deux habitants sont tués.
Le 21 décembre 2015 les deux communes de Champteussé-sur-Baconne et de Chenillé-Changé se regroupent pour former la commune nouvelle de Chenillé-Champteussé, et deviennent des communes déléguées.

## Politique et administration

### Administration municipale

#### Administration actuelle
Depuis le 1er janvier 2016 Chenillé-Changé constitue une commune déléguée au sein de la commune nouvelle de Chenillé-Champteussé et dispose d'un maire délégué.
| Période                                  | Période      | Identité         | Étiquette | Qualité |
| ---------------------------------------- | ------------ | ---------------- | --------- | ------- |
| Les données manquantes sont à compléter. |              |                  |           |         |
| janvier 2016                             | octobre 2018 | René Bouin       |           |         |
| octobre 2018                             | en cours     | Virginie Dugast, |           |         |

#### Administration ancienne
| Période                                  | Période       | Identité   | Étiquette | Qualité          |
| ---------------------------------------- | ------------- | ---------- | --------- | ---------------- |
| Les données manquantes sont à compléter. |               |            |           |                  |
| 1977                                     | décembre 2015 | René Bouin | UMP       | Meunier retraité |

### Ancienne situation administrative
Jusqu'en 2015, la commune est membre de la communauté de communes de la région du Lion-d'Angers, elle-même membre du syndicat mixte Pays de l'Anjou bleu, Pays segréen.

## Population et société

### Démographie

#### Évolution démographique
L'évolution du nombre d'habitants est connue à travers les recensements de la population effectués dans la commune depuis 1793. À partir du 1er janvier 2009, les populations légales des communes sont publiées annuellement dans le cadre d'un recensement qui repose désormais sur une collecte d'information annuelle, concernant successivement tous les territoires communaux au cours d'une période de cinq ans. 
Pour les communes de moins de 10 000 habitants, une enquête de recensement portant sur toute la population est réalisée tous les cinq ans, les populations légales des années intermédiaires étant quant à elles estimées par interpolation ou extrapolation. Pour la commune, le premier recensement exhaustif entrant dans le cadre du nouveau dispositif a été réalisé en 2004,.
En 2013, la commune comptait 140 habitants, en évolution de −2,1 % par rapport à 2008 (Maine-et-Loire : +3,3 %, France hors Mayotte : +2,49 %).
| 1793 | 1800 | 1806 | 1821 | 1831 | 1836 | 1841 | 1846 | 1851 |
| ---- | ---- | ---- | ---- | ---- | ---- | ---- | ---- | ---- |
| 266  | 177  | 253  | 252  | 269  | 304  | 287  | 280  | 243  |

| 1856 | 1861 | 1866 | 1872 | 1876 | 1881 | 1886 | 1891 | 1896 |
| ---- | ---- | ---- | ---- | ---- | ---- | ---- | ---- | ---- |
| 263  | 243  | 283  | 294  | 279  | 274  | 241  | 224  | 243  |

| 1901 | 1906 | 1911 | 1921 | 1926 | 1931 | 1936 | 1946 | 1954 |
| ---- | ---- | ---- | ---- | ---- | ---- | ---- | ---- | ---- |
| 219  | 218  | 212  | 208  | 208  | 192  | 180  | 172  | 181  |

| 1962 | 1968 | 1975 | 1982 | 1990 | 1999 | 2004 | 2009 | 2013 |
| ---- | ---- | ---- | ---- | ---- | ---- | ---- | ---- | ---- |
| 197  | 170  | 155  | 153  | 150  | 148  | 137  | 149  | 140  |

#### Pyramide des âges
La population de la commune est relativement âgée. Le taux de personnes d'un âge supérieur à 60 ans (46,6 %) est en effet supérieur au taux national (21,8 %) et au taux départemental (21,4 %).
À l'instar des répartitions nationale et départementale, la population féminine de la commune est supérieure à la population masculine. Le taux (54,2 %) est supérieur de plus de deux points au taux national (51,9 %).
La répartition de la population de la commune par tranches d'âge est, en 2008, la suivante :
- 45,8 % d’hommes (0 à 14 ans = 21,3 %, 15 à 29 ans = 21,3 %, 30 à 44 ans = 12,1 %, 45 à 59 ans = 16,5 %, plus de 60 ans = 28,8 %) ;
- 54,2 % de femmes (0 à 14 ans = 3,8 %, 15 à 29 ans = 10,3 %, 30 à 44 ans = 9 %, 45 à 59 ans = 15,2 %, plus de 60 ans = 61,7 %).

| Hommes | Classe d’âge | Femmes |
| ------ | ------------ | ------ |
| 2,9    | 90 ans ou +  | 12,6   |
| 14,1   | 75 à 89 ans  | 32,7   |
| 11,8   | 60 à 74 ans  | 16,4   |
| 16,5   | 45 à 59 ans  | 15,2   |
| 12,1   | 30 à 44 ans  | 9,0    |
| 21,3   | 15 à 29 ans  | 10,3   |
| 21,3   | 0 à 14 ans   | 3,8    |

| Hommes | Classe d’âge | Femmes |
| ------ | ------------ | ------ |
| 0,4    | 90 ans ou +  | 1,1    |
| 6,3    | 75 à 89 ans  | 9,5    |
| 12,1   | 60 à 74 ans  | 13,1   |
| 20,0   | 45 à 59 ans  | 19,4   |
| 20,3   | 30 à 44 ans  | 19,3   |
| 20,2   | 15 à 29 ans  | 18,9   |
| 20,7   | 0 à 14 ans   | 18,7   |

### Vie locale
Chenillé-Changé est un village fleuri ayant obtenu quatre fleurs et le grand prix du fleurissement au concours des villes et villages fleuris. La commune est aussi récompensée par le label Villages de charmes' du département de Maine-et-Loire.

## Économie
Sur 20 établissements présents sur la commune à fin 2010, 30 % relevaient du secteur de l'agriculture (pour une moyenne de 17 % sur le département), 5 % du secteur de l'industrie, aucun du secteur de la construction, 50 % de celui du commerce et des services et 15 % du secteur de l'administration et de la santé.

## Culture locale et patrimoine

### Lieux et monuments
- Le château des Rues appartient depuis longtemps à la maison de Rougé, une des familles d'Anjou que des historiens du XVIe siècle dirent descendre en ligne masculine des ducs et rois de Bretagne.
Aymeri de Rougé, seigneur des Rues à Chenillé Changé en 1220. Ses descendants portèrent alternativement le nom des Rues ou de Rougé, ou de Rougé des Rues, bien que faisant tous partie de la même famille. Jusqu'au début du XXe siècle, tout le village de Chenillé-Changé appartenait aux marquis, comtes ou vicomtes de Rougé, qui firent construire une importante maison de retraite (en usage et en développement aujourd'hui) pour soigner les habitants de Chenillé-Changé.
L'actuel édifice, du XIXe siècle, est inscrit aux monuments historiques[18].

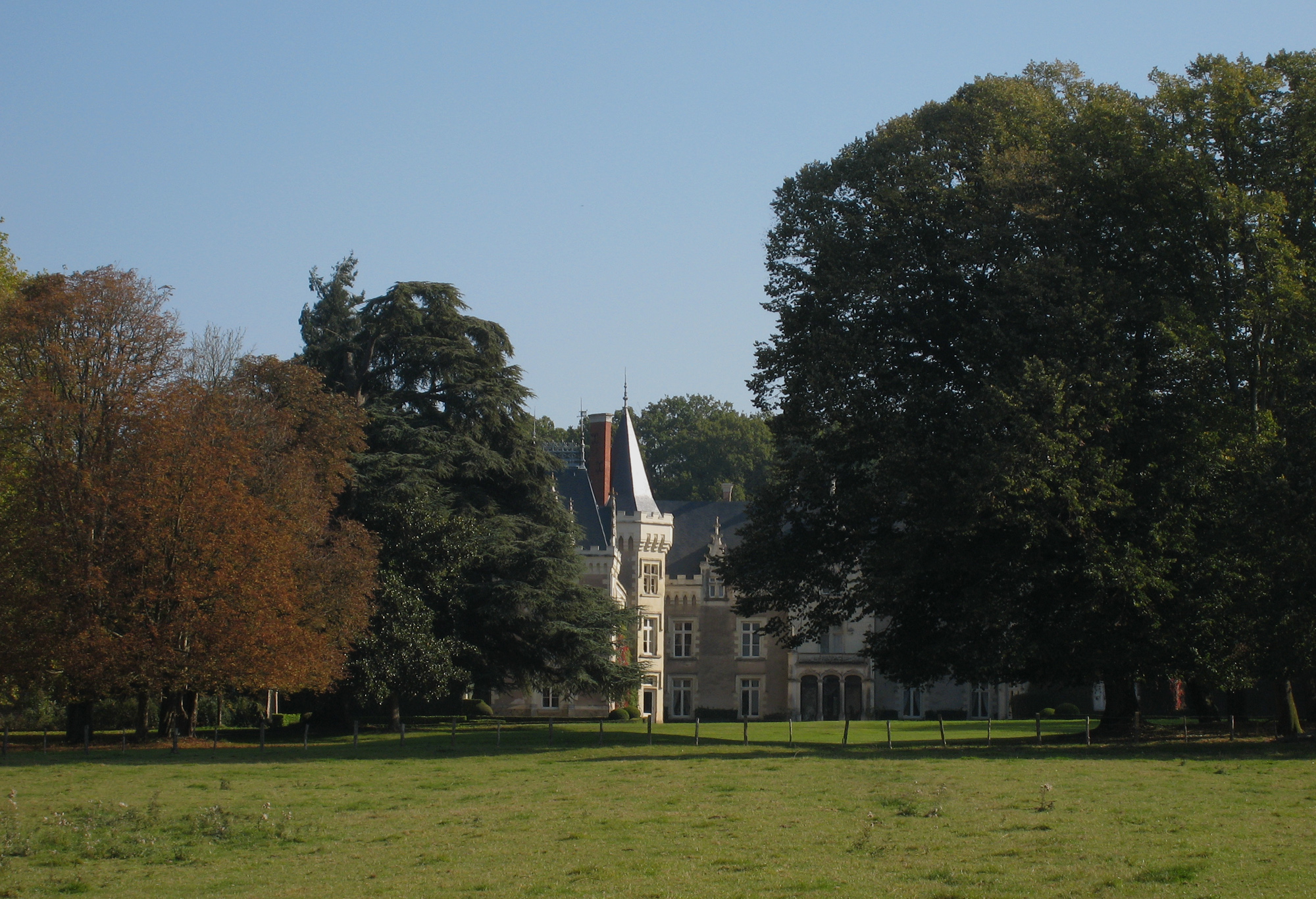
Le château des Rues.

- L'église Saint-Pierre, église romane dont les maçonneries remontent à la fin du XIe ou au début du XIIe siècle, inscrite en partie aux monuments historiques[19].

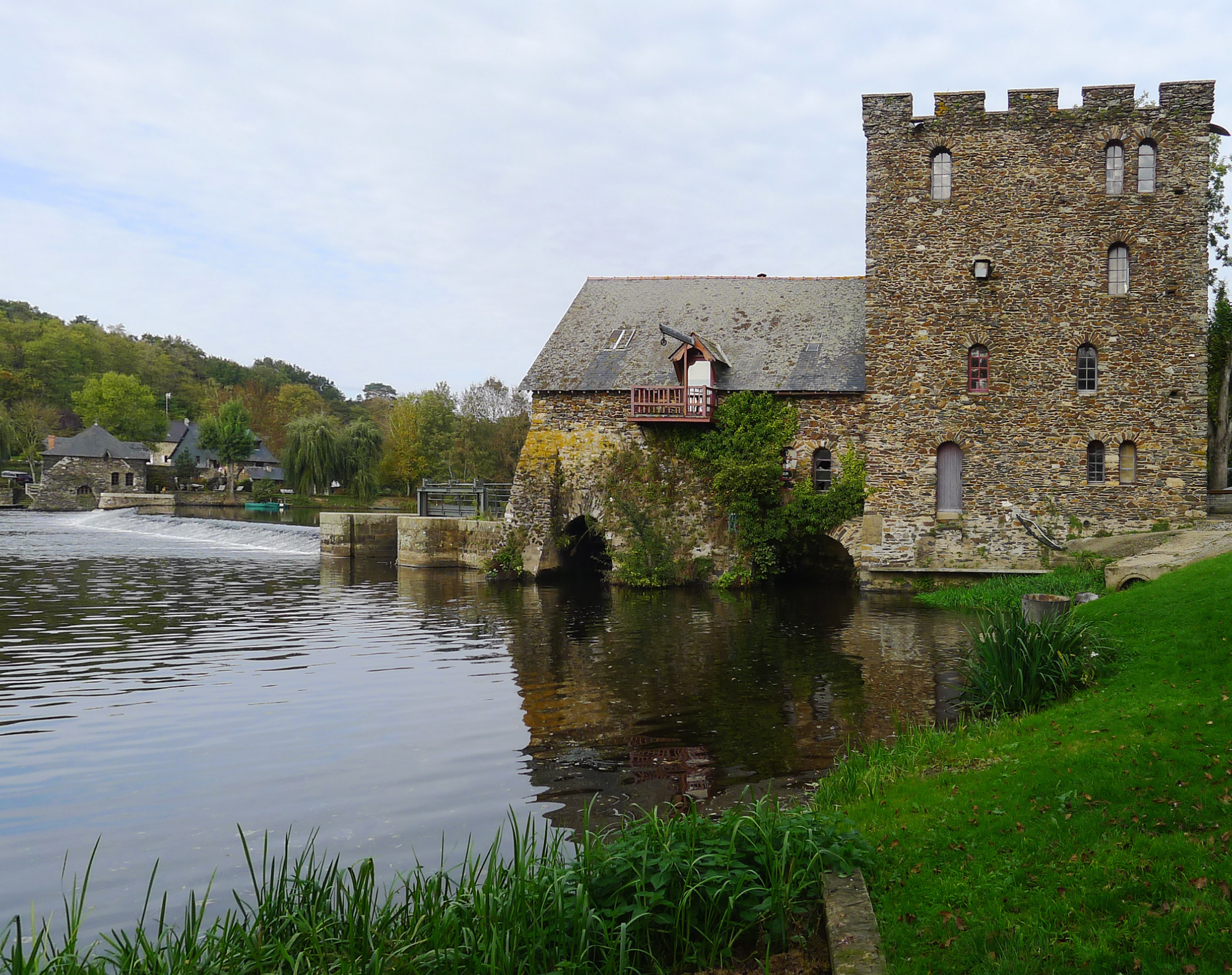
Vue d'ensemble.
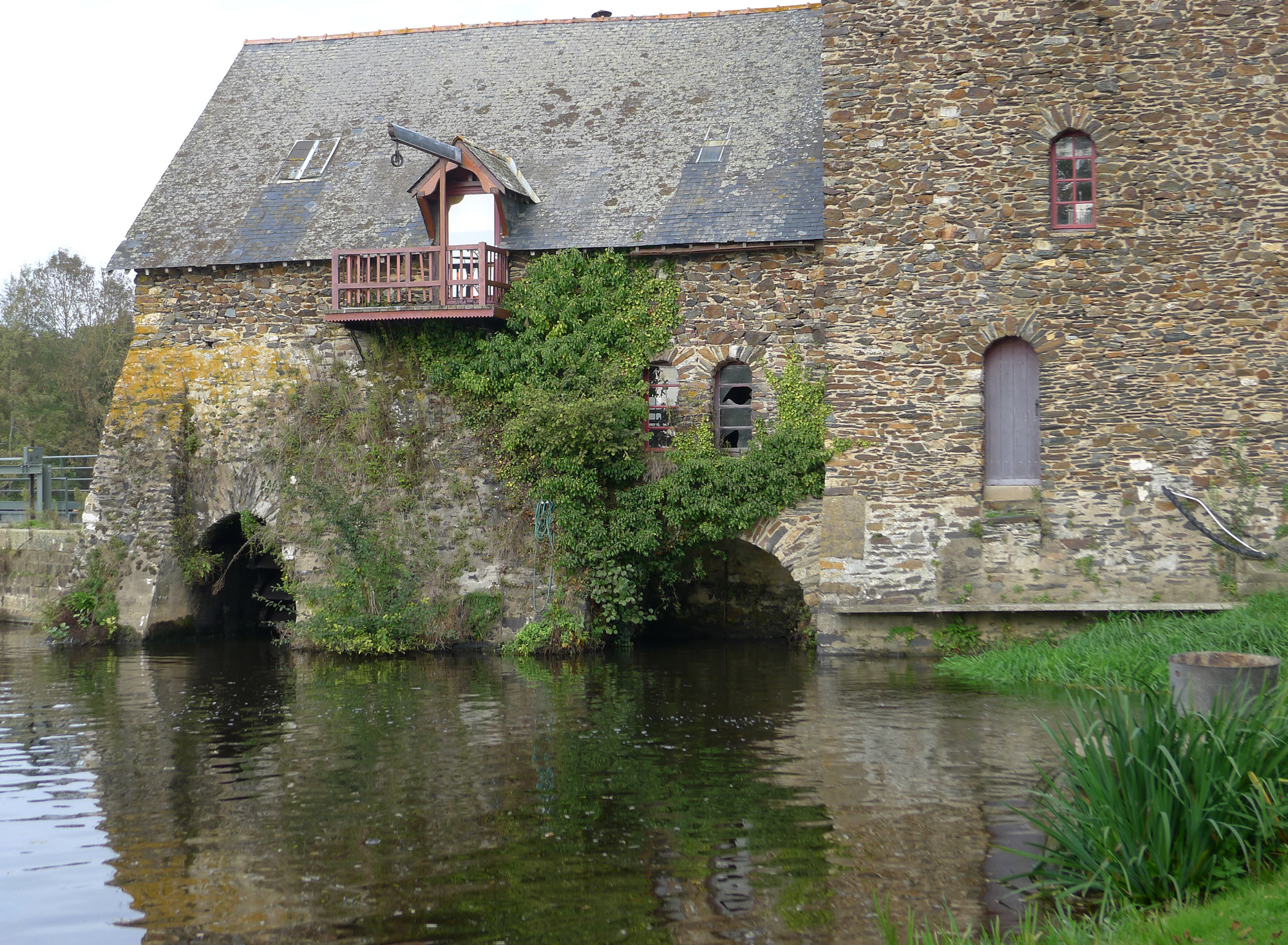
Construction partielle en arête-de-poisson.

- Le moulin à eau de la Chaussée, à roue hydraulique verticale, du XVIe, XIXe et début du XXe siècle. Édifice inscrit aux monuments historiques[20].

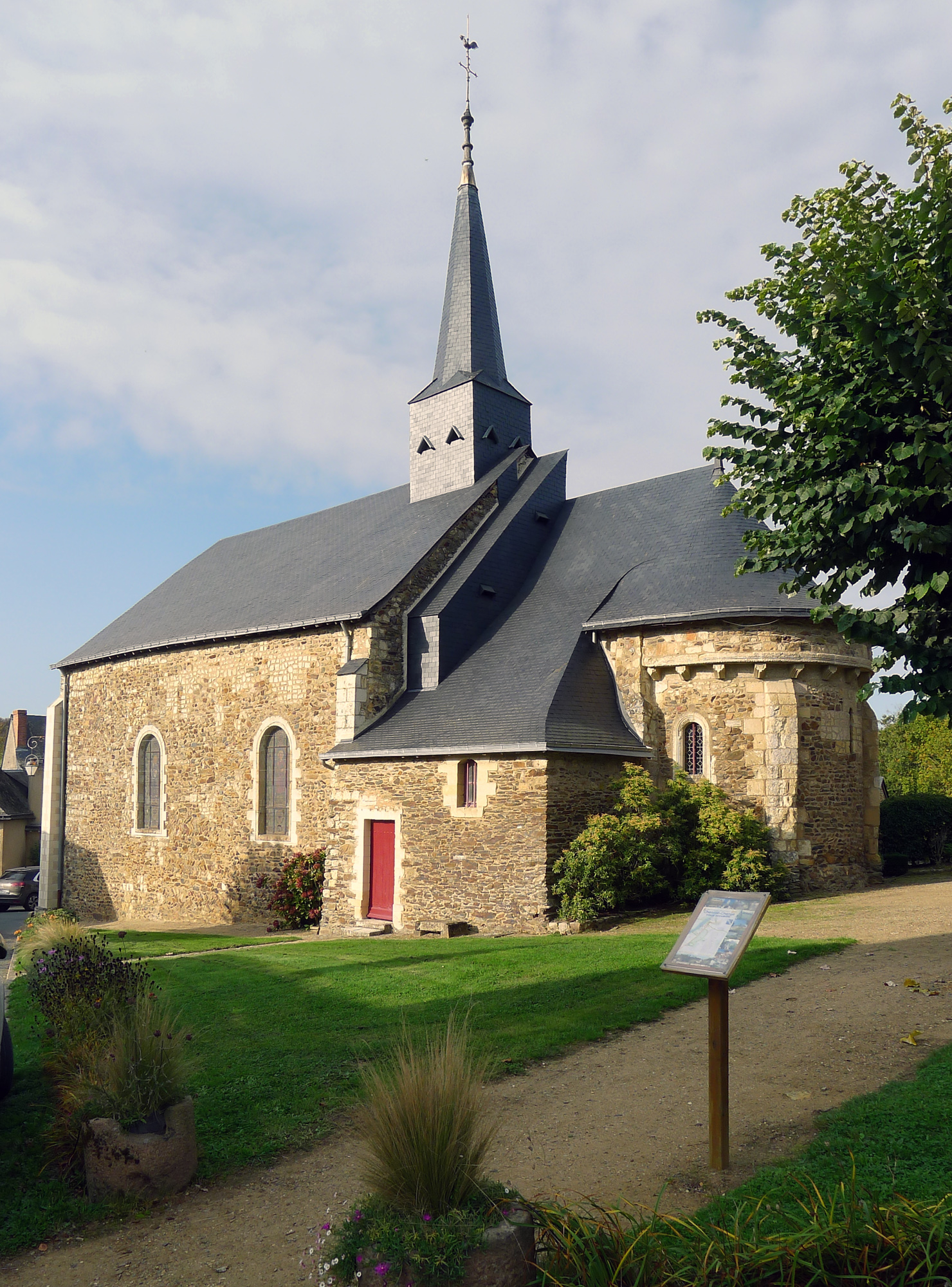
Vue d'ensemble.
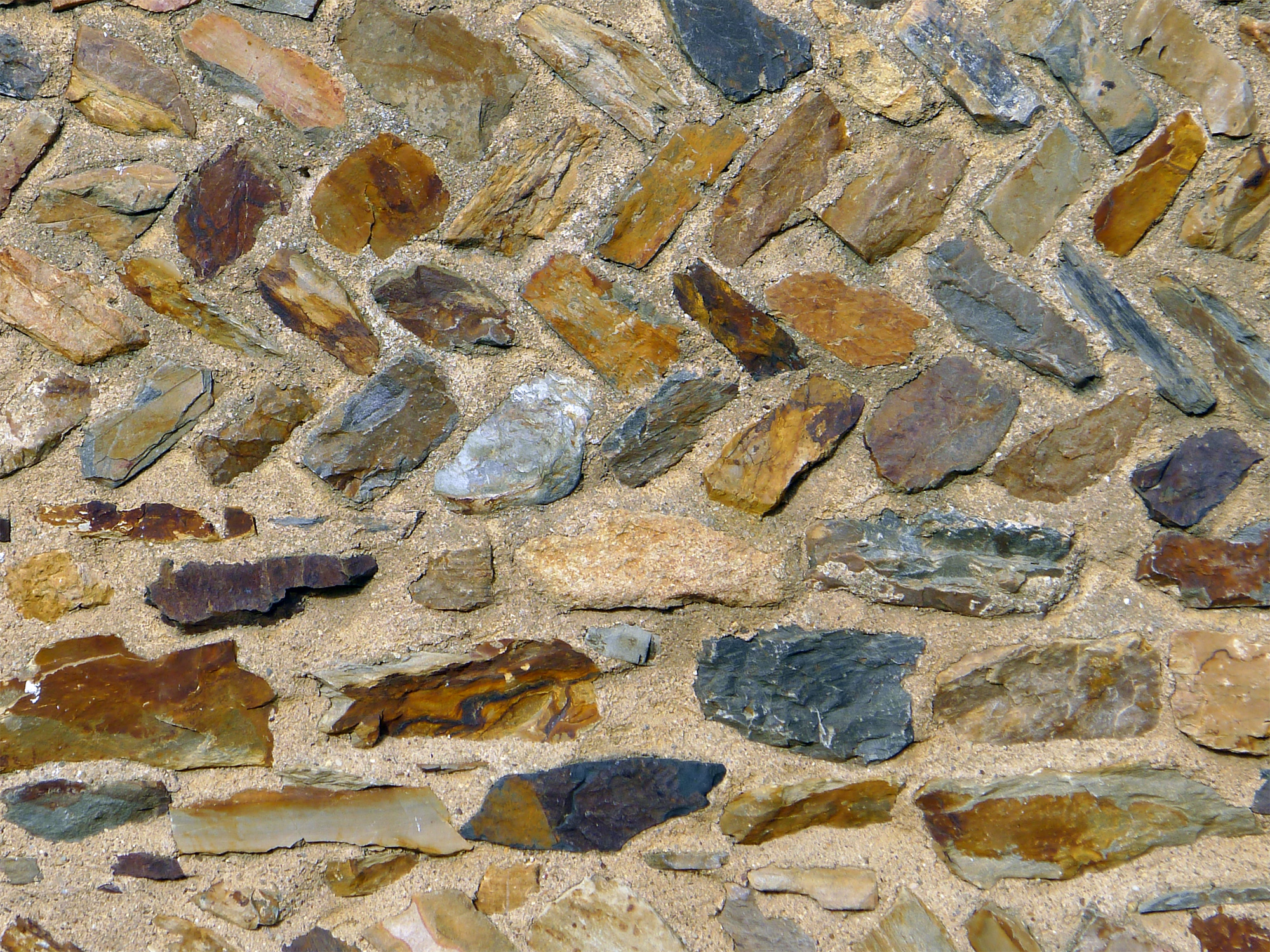
Détail.

- Le calvaire et ancienne pompe à eau.

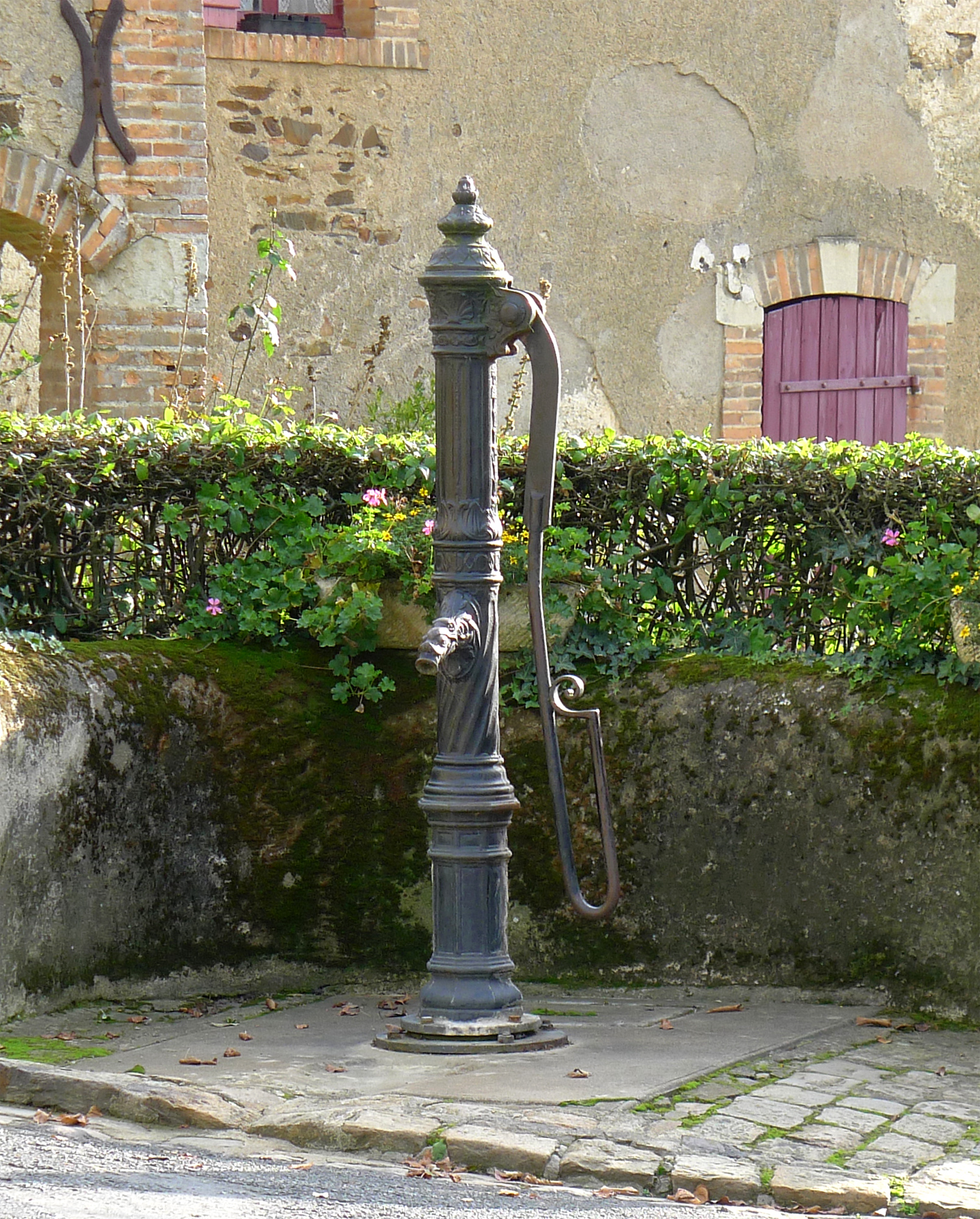
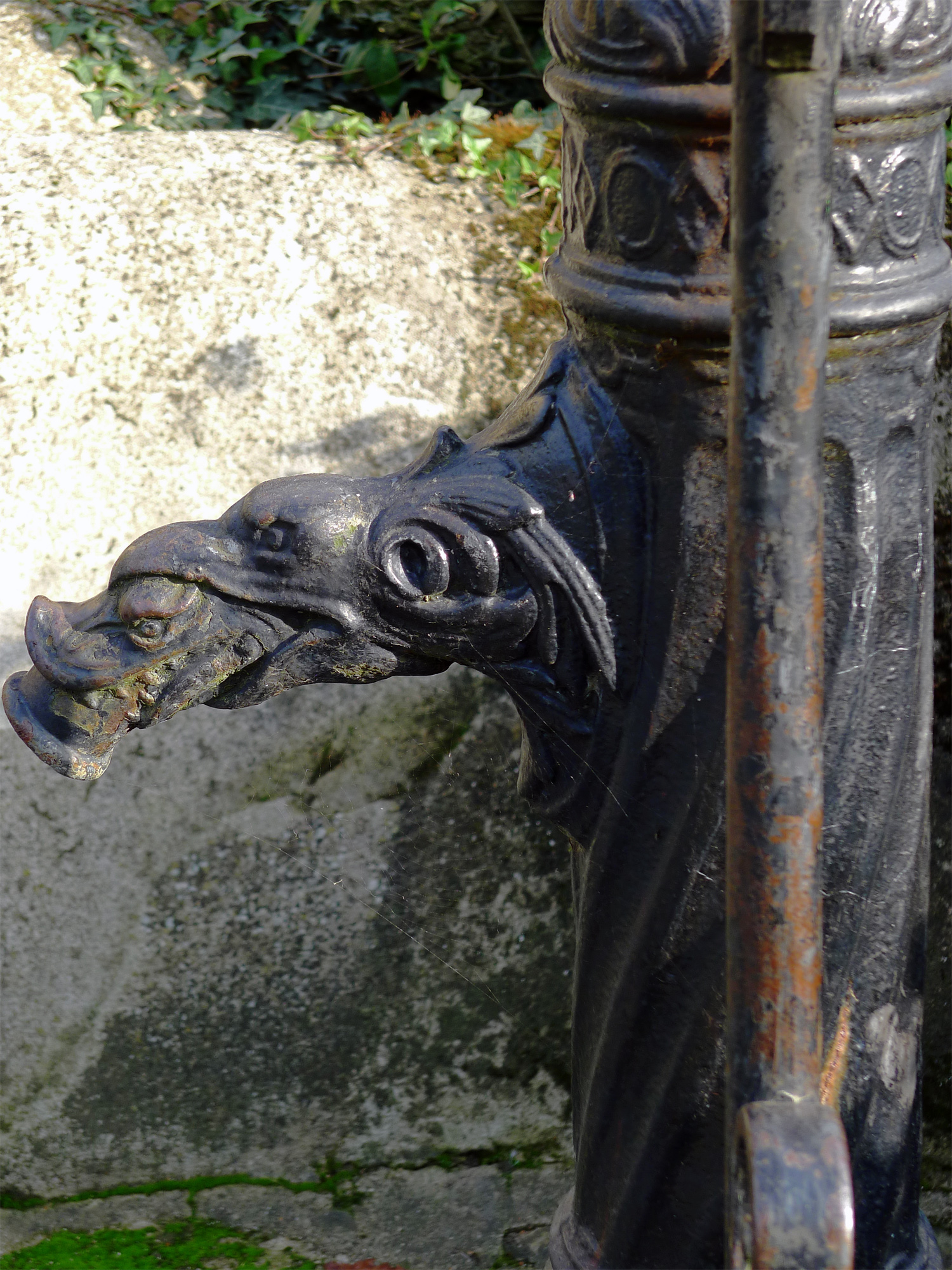
Détail.

### Personnalités liées à la commune
- Olivier, Vicomte de Rougé (1862-1932), sénateur, maire de Chenillé-Changé, fondateur de la race bovine Maine-Anjou ;
- René Bouin (1937-2018), homme politique et chef d'entreprise, maire de la commune de 1977 à 2001, député de Maine-et-Loire de 2002 à 2007.